# Artabotrys ochropetalus
Artabotrys ochropetalus este o specie de plante angiosperme din genul Artabotrys, familia Annonaceae, descrisă de Ian Mark Turner. Conform Catalogue of Life specia Artabotrys ochropetalus nu are subspecii cunoscute.